# Bitva o Gagru
Bitva o Gagru se odehrála 1. až 6. října 1992 během války v Abcházii mezi abchazskými separatisty (jimž pomáhali bojovníci militanti z Konfederace kavkazských národů) a gruzínskou armádou krátce poté, co ztroskotala mírová jednání v Moskvě. Malé město Gagra na pobřeží západní Abcházie bylo pod kontrolou gruzínské armády, jejíž posádka nebyla příliš početná, ale měla lepší vojenské vybavení než Abchazové, avšak bitva skončila vítězstvím separatistů. Bitva o Gagru je považována za nejkrvavější bitvu celé války.

## Situace před bitvou
Gagra byla už v srpnu 1992 obsazena gruzínskou armádou, která se zde vylodila za účelem opětovného získání města a zbytku okresu pod gruzínskou kontrolu a obklíčení abchazských separatistů v okrese Gudauta, v jehož metropoli bylo středisko abchazského odporu, které se sem přestěhovalo ze Suchumi. Kromě toho v Gudautě sídlila 643. sovětská, nyní ruská protiletadlová základna a také podpůrná jednotka, jejíž zdroje posloužily abchazským separatistům, kteří naléhali na Ruskou federaci, aby jim pomohla. Od 16. do 20. srpna bylo z této turistické oblasti Abcházie evakuováno ruskými jednotkami z Černomořské flotily zhruba 10 tisíc turistů, kteří zde trávili dovolenou, a civilistů do Soči.
Abchazům se podařilo vyjednat podporu Konfederace kavkazských národů, v které byli členem, a ta reagovala koncem srpna 1992 při svém zasedání v Grozném vyhlášením války Gruzii a vojenskou pomocí stovek dobrovolníků do Abcházie. Rusové se k situaci postavili opatrně a vláda Ruska uspořádala v Moskvě 3. září mírová jednání, jejichž výsledkem bylo příměří, které ponechalo většinu Abcházie v gruzínských rukou, ale Gruzie byla povinna stáhnout z okresu Gagra veškerou těžkou techniku a snížit zde svou vojenskou přítomnost, aby mohla pokračovat vyjednávání o statutu Abcházie v územně celistvé Gruzii. Ruská strana již 26. srpna navíc prosadila, aby se z Abcházie stáhly veškeré neabchazské dobrovolnické skupiny z Konfederace kavkazských národů, proti nimž ruská prokuratura zahájila trestní řízení,a o dva dny později bylo v Gudautě zatčeno kolem stovky převážně čečenských militantů.

## Průběh bitvy
Toto příměří však nevydrželo nadlouho. Abchazská strana vydala prohlášení, že Gruzie nesplnila bod dohody o stažení vojsk z okresu Gagra. Nicméně podle svědectví tehdejšího velitele Zakavkazského vojenského okruhu, ruského generálporučíka Sufiana Bepajeva, Gruzínci tento bod splnili a stáhli z okresu Gagra do 30. září 1200 vojáků i odpovídající množství těžké techniky. Rusko však přesto také nebylo spokojeno s tím, jak gruzínská strana plní závazky, a ještě do konce září přijal Nejvyšší sovět Ruska usnesení odsuzující gruzínské kroky a jejich chování vůči příslušníkům abchazského národa, a také vyzval k vyslání ruských mírových sil do Abcházie.
30. září se vydaly abchazské jednotky jejich národní gardy, bránící řeku Bzyb, spolu se svými severokavkazskými spojenci, v počtu 3 až 4 tisíc na pochod na severozápad do Gagry, přičemž stříleli puškami a minomety po domech a zařízeních podél hlavní silnice dle libosti nehledě na fakt, že se pod palbou ocitalo i civilní obyvatelstvo, a s sebou měli krom těchto lehkých zbraní i několik tanků T-72 i jiných typů dělostřelecké techniky jako např. BM-21 Grad, které před tím Abchazové vůbec neměli. Postup byl dle očitých "rychlejší, než si mysleli, že vůbec může být." Těmto abchazským jednotkám velel tehdy ještě neznámý čečenský militant Šamil Basajev, kterého vedení abchazské separatistické vlády jmenovalo náměstkem ministra obrany pro bzybskou frontu, a který působil v oblasti na přímý rozkaz vůdce Konfederace kavkazských národů Jusufa Soslambekova. Proti nim se 1. října postavila gruzínská jednotka v Gagře pod velením mladého důstojníka Giorgiho Karkarašviliho, jež byla abchazskými útočníky jednoznačně přečíslena, ale Gruzínci měli mnohem více těžké techniky a zbraní. Ty však byly proti militantům, kteří se rozprchli do okolních horských lesů, prakticky k ničemu. Přesto přítomnost těžké techniky na straně Abchazů podnítilo u Gruzínců podezření, že Rusko v konfliktu straní Abchazům a dodává jim zbraně i leteckou podporu, a ruská pohraniční stráž se ani nesnaží zabránit průnikům kavkazských militantů na území Abcházie. Navíc Gruzínci obvinili ruského náměstka ministra obrany G. Kolesnikova z přímé pomoci separatistům a Ruskou federaci z toho, že vydáním rozkazu černomořské flotile zahájit blokádu abchazského pobřeží též asistovali separatistům.
V prvním dnu bitvy dokázali abchazští separatisté zničit po překvapivém útoku velké množství gruzínské těžké vojenské techniky ještě na parkovištích, ovšem zdejší 13. jednotka Šavnabada se dokázala opevnit u pobřeží a na jihozápadě města, odkud měla gruzínská děla dobrý výhled na město a okolí. Abchazové a Severokavkazané však přesto vtrhli do města a rychle obsadili jeho centrum ve snaze využít své početní převahy. Gruzínci však palbou z děl i ručních zbraní dokázali usmrtit velké množství útočníků, takže se Abchazové museli stáhnout z centra. Jednotka Šavnabada a členové speciálních jednotek následně zahájili protiútok, čímž rozprášili Abchazy a Severokavkazany do lesů na severovýchod od města, čímž dokázali srazit bojovou morálku Abchazů tak, že se začala jejich jednotka útočníků rozpadat. Nicméně Abchazové a Severokavkazané se dokázali přeskupit a zahájit útok znovu, jakmile se dalo dohromady dostatek lidí. Gruzínská jednotka však už během jejich prvního útoku přišla o značnou část výbavy a začalo docházet i střelivo, takže velitel uvažoval, že se na druhý den bojů stáhne z města.
Velitel speciálních jednotek Goča Karkarašvili, jenž byl mladším bratrem velitele jednotky Šavnabada, však trval na tom zůstat ve městě a bojovat, dokud nedorazí posily, ačkoliv pro Tbilisi v tu chvíli bylo prakticky nemožné nějaké poslat. Karkarašvili ml. a jeho lidé ze speciálních jednotek spolu s několika vojáky a civilisty, kteří s sebou měli zbraně, se proto zabarikádovali na nádraží a na policejní stanicí. Proti útočícím Abchazům a Severokavkazanům byli schopni držet se na těchto místech dlouho, ale nakonec byli přečísleni. Abchazové zabili celkem 11 příslušníků speciálních jednotek Gruzie, včetně jejich velitele Gočeho Karkarašviliho a zbylé gruzínské ozbrojence vzali do zajetí. Jednotka Šavnabada a zbytky speciálních jednotek se následně daly na ústup, jakmile se do města z okolních kopců dostala druhá vlna abchazských bojovníků, kteří by je dostali rovněž do obklíčení. Spolu s gruzínskými vojáky začali v noci z 2. na 3. říjen Gagru opouštět i gruzínští civilisté, kteří hromadně prchali na severozápad do příhraničních vesnic Leselidze a Gantiadi (tedy podobně, jako když z oblasti prchali Abchazové před gruzínskými vojáky v srpnu). 3. října, kdy Gagra padla, však Abchazové dobyli i tyto vesnice, zatímco se gruzínské civilní obyvatelstvo pokoušelo uprchnout do Ruska, k čemuž byli ruští pohraničníci svolní, a pouštěli také gruzínský vojenský personál pod podmínkou, že se ihned přesunou zpět do Gruzie. Během noci 3. října docházelo vůči Gruzínům k závažným případům porušování lidských práv ze strany abchazských bojovníků, kteří sami však mnohdy byli oběťmi porušování lidských práv ze strany Gruzínů během srpnových událostí. Dle svědectví uprchlíků bylo zřejmé, že jim šlo o pomstu za skutky spáchané Gruzíny. Gagra také zažila vlnu rabování v opuštěných domech po Gruzínech, které si mezi sebou rozdělili Abchazové, kteří byli v dřívějších událostech vyháněni z tohoto i jiných sídel. Samotní Abchazové se ale snažili vlnu rabování zastavit tím, že vykonali popravu jednoho z pachatelů, kterou odvysílala abchazská televize pro výstrahu ostatním. Jaký byl ale skutečný efekt, není známo. Boje v Gagře a okolí pokračovaly až do 6. října, kdy Abchazové obsadili celý okres.
Situace však byla pro Gruzíny, kteří zůstali po hlavních bojích v pasti, ať už v Gagře nebo v okolních vsích, velmi zlá. Okolo stovky zajatých Gruzínců bylo nahnáno čečenskými militanty na fotbalový stadión v Gagře a popraveno stětím hlavy. Tyto hlavy následně Čečenci použili jako fotbalové míče. V Gagře byl dopaden i vlivný gruzínský politik Michail Džinčaradze, místopředseda Nejvyšší rady Abcházie, jehož Abchazové nakonec zabili poslední ranou z milosti.

## Reakce gruzínské vlády
Předseda gruzínského parlamentu Eduard Ševardnadze a de-facto prezident Gruzie reagoval na bitvu o Gagru a zejména na údajnou podporu, kterou Rusko poskytlo separatistům včetně podpory vojenské, pozastavením vyjednávání o statutu Abcházie, které řídila ruská strana, a nazval to vměšováním Ruska do vnitřních záležitostí Gruzie. Tyto události též vedly k prudkému zhoršení rusko-gruzínských vztahů.